# مقر سازمان ملل متحد
مقر سازمان ملل متحد ستاد رسمی و اصلی این نهاد است که در شهر نیویورک ایالات متحده آمریکا واقع شده است. طراحی اصلی این سازه در سال ساخت خود (۱۹۶۵) ۶۵ میلیون دلار هزینه دربرداشت. پرچم ۱۹۳ عضو این سازمان تحت پرچم سازمان ملل متحد در این بنا وجود دارد.
از غرب با خیابان اول در شهر نیویورک، از جنوب به خیابان ۴۲، از شمال به خیابان ۴۸ و از شرق با رودخانه شرقی همسایه است. این مجموعه که در سال ۱۹۵۲ تکمیل شد، از چندین ساختار، از جمله دبیرخانه، ساختمان‌های کنفرانس و مجمع عمومی و کتابخانه داگ هامارشولد تشکیل شده است. این مجموعه توسط هیئتی از معماران به رهبری والاس هریسون و توسط شرکت معماری هریسون و آبراموویچ ساخته شد و پروژه‌های نهایی توسط اسکار نیمایر و لوکوربوزیه توسعه یافت. اصطلاح خلیج لاک پشت گاهی به عنوان کلمه‌ای برای مقر سازمان ملل متحد یا برای کل سازمان ملل متحد استفاده می‌شود.
این مقر دارای کرسی‌های ارگان‌های اصلی سازمان ملل از جمله مجمع عمومی و شورای امنیت است، به استثنای دیوان بین‌المللی دادگستری که مقر آن در لاهه است. سازمان ملل متحد دارای سه دفتر مرکزی یا منطقه مرکزی فرعی دیگر است. این دفاتر الحاقی  از اندام های اصلی سازمان ملل متحد هستند که در سال ۱۹۴۶ در ژنو (سوئیس)، وین (اتریش) در سال ۱۹۸۰ و نایروبی (کنیا) در سال ۱۹۹۶ افتتاح شدند.
اگرچه این سازه از نظر فیزیکی در ایالات متحده واقع شده است، اما زمین‌های اشغال شده توسط مقر سازمان ملل متحد و فضاهای ساختمان‌هایی که آن را اجاره می‌کند تحت مدیریت انحصاری سازمان ملل است. آنها از نظر فنی از طریق توافق نامه‌ای با دولت ایالات متحده فراسرزمینی هستند. با این حال، در ازای دریافت پلیس محلی، حفاظت از آتش، و سایر خدمات، سازمان ملل متحد موافقت می‌کند که اکثر قوانین محلی، ایالتی و فدرال را به رسمیت بشناسد..
هیچ یک از ۱۵ آژانس تخصصی سازمان ملل، مانند یونسکو، در این مقر مستقر نیستند. با این حال، برخی از ارگان های فرعی خودمختار، مانند یونیسف، در مقر سازمان ملل در شهر نیویورک قرار دارند.